# فيلي هارمون
فيلي هارمون (بالإنجليزية: Willie Harmon)‏ (20 أبريل 1899 بنيويورك في الولايات المتحدة - ) هو ملاكم أمريكي، صنّف ضمن فئة وزن الويلتر.

## إحصائيات
خاض خلال مسيرته 93 نزالا، فاز في 70 وتعادل في 9 وخسر في 13. فاز بالضربة القاضية في 24 نزالا.

## روابط خارجية
- فيلي هارمون على موقع بوكس ريك (الإنجليزية) (registration required)